# Downham (Cambridgeshire)
Downham – civil parish w Anglii, w Cambridgeshire, w dystrykcie East Cambridgeshire. W 2011 civil parish liczyła 2589 mieszkańców. Downham jest wspomniana w Domesday Book (1086) jako Duneham.